# سيبينو
سيبينو (بالإيطالية: Sepino)‏ هي كومونا في مقاطعة كمبباسة في منطقة مليزة الإيطالية، وتقع على بعد 20 كيلومترًا (12 ميلًا) جنوب كمبباسة.